# ماس‌دیک، وست‌لاند
ماس‌دیک (به هلندی: Maasdijk) یک منطقهٔ مسکونی در هلند است که در وستلاند واقع شده‌است.